# Watertoren (Lochem)
De watertoren in Lochem is ontworpen door architect H. Wessel en is gebouwd in 1924.
De watertoren heeft een hoogte van 18,6 meter en een waterreservoir van 250 m³.